# نظام عالمي لرصد المناخ
تأسس النظام العالمي لرصد المناخ (GCOS) في عام 1992 كنتيجة للمؤتمر العالمي الثاني للمناخ، لضمان الحصول على الملاحظات والمعلومات اللازمة لمعالجة القضايا المتعلقة بالمناخ وإتاحتها لجميع المستخدمين المحتملين. ويشترك في رعاية النظام العالمي لرصد المناخ المنظمة العالمية للأرصاد الجوية، واللجنة الأوقيانوغرافية الحكومية الدولية التابعة لليونسكو، وبرنامج الأمم المتحدة للبيئة، والمجلس الدولي للعلوم. من أجل تقييم ورصد مدى كفاية شبكات المراقبة في الموقع وكذلك نظم الرصد القائمة على السواتل ، يقدم النظام العالمي لرصد المناخ تقارير منتظمة عن مدى كفاية نظام مراقبة المناخ الحالي لاتفاقية الأمم المتحدة الإطارية بشأن تغير المناخ، وبالتالي يحدد احتياجات نظام مراقبة المناخ الحالي.
النظام العالمي لرصد المناخ هو نظام يضم المكونات ذات الصلة بالمناخ للعديد من أنظمة وشبكات المراقبة المساهمة. وتتمثل مهمتها في المساعدة على ضمان أن هذه الأنظمة المساهمة ، ككل ، توفر معلومات شاملة حول نظام المناخ العالمي التي يحتاجها المستخدمون ، بما في ذلك الأفراد والمنظمات والمؤسسات والوكالات الوطنية والدولية. يشجع البرنامج على توفير وتوافر الرصدات الفيزيائية والكيميائية والبيولوجية التي يمكن الاعتماد عليها وسجلات البيانات لنظام المناخ الكلي - عبر المجالات الجوية والمحيطات والأرض، بما في ذلك الدورة الهيدرولوجية ودورة الكربون والغلاف الجليدي.

## روابط خارجية
- موقع GCOS
- موقع GOOS
- موقع AOPC
- موقع OOPC
- موقع TOPC
- موقع المركز العالمي لمعلومات نظم الرصد - GOSIC